# 후이저우 올림픽 스타디움
후이저우 올림픽 스타디움(중국어 간체자: 惠州奥林匹克体育场)는 중국 광둥성 후이저우시에 있는 다목적 경기장으로, 2010년 개장했다.
1. ↑  “Huizhou Olympic Stadium, Huìzhōu (China) – Data”. 《worldfootball.net》. 2023년 8월 22일에 확인함.